# Henrik VII. Angleški
Henrik VII. (angleško Henry Tudor, velško Harri Tudur), kralj Anglije in gospodar Irske od kronanja 22. avgusta 1485 do svoje smrti ter prvi monarh dinastije Tudor, * 28. januar 1457, Grad Pembroke, Pembrokeshire, Valizija, † 21. april 1509, Palača Richmond, Surrey, Anglija.
Bil je vztrajni politik (od tod vzdevek »Angleški Salomon«). Henriku je uspelo svoji državi pridobiti precejšen vpliv v evropski politiki, predvsem zahvaljujoč zavezništvu s Španijo, sklenjeno s poroko njegovega sina Arturja s Katarino Aragonsko, hčerjo Ferdinanda II. Aragonskega in Izabele I. Kastiljske. Znan je tudi njegov boj proti plemeniti klienteli in nadutosti magnatov, v katerem mu je spretno uspelo pridobiti podporo parlamenta. Ta spor se je končal z vsiljevanjem spoštovanja zakonov in z vzpostavitvijo učinkovite uprave, ki pa so jo podložniki v zadnji fazi Henrikove vladavine dojemali kot zatiralsko in pretirano ter tako zameglila spomin na prva leta vlade in posledično spomin na ustanovitelja dinastije Tudor med potomci. Henrik VII. je prvi razumel politične in strateške prednosti otoške Anglije, zato je dajal prednost čezoceanskim potovanjem in postavil temelje za prihodnji razvoj kraljeve mornarice.